# Ko Samui
Pour les articles homonymes, voir KOH (homonymie).
Ko Samui (en thaï : เกาะสมุย, translittération RTGS : ko samui), écrit parfois en translittération anglaise Koh Samui ou simplement Samui est une île du golfe de Thaïlande située dans la partie sud de l'isthme de Kra et appartenant à la province de Surat Thani.
Située à environ 25 km des côtes, elle est la deuxième plus grande île de Thaïlande après Phuket, avec une superficie de 228 km² et une population de 62 500 habitants en 2012. Elle jouit de nombreuses ressources naturelles touristiques : plages de sable blanc, coraux et cocotiers. En 2005, la plupart des habitants vivent encore de la culture des cocotiers mais il y a déjà 700 000 touristes par an ; en 2018, l'activité principale de Ko Samui et de ses habitants est désormais le tourisme avec 2,7 millions de touristes par an ; en 2020 et 2021, le tourisme est réduit presque à néant à cause de la pandémie de Covid-19,.

## Géographie

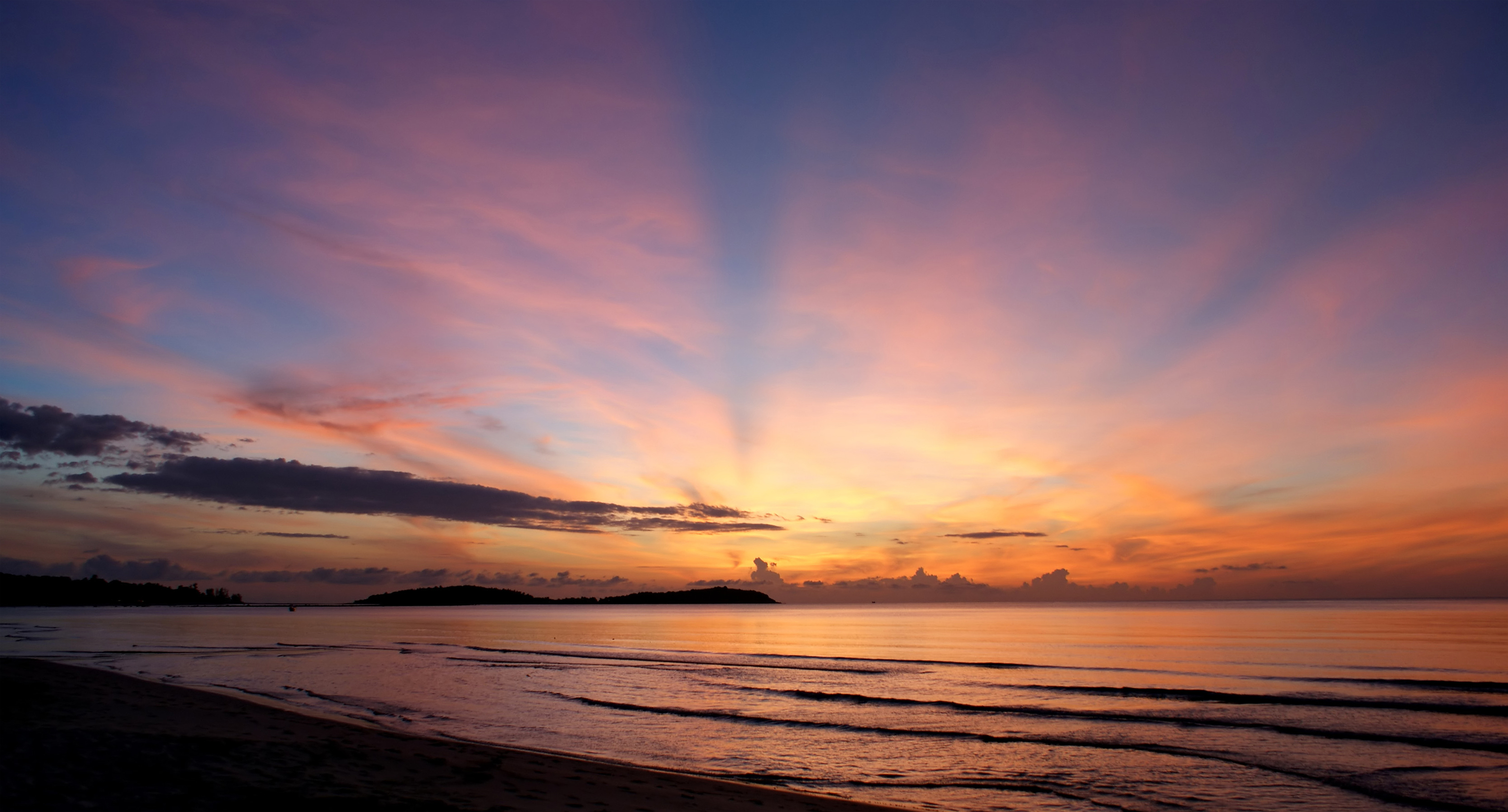
Lever de soleil sur une plage.

L'île est située dans le golfe de Thaïlande, au centre d'un petit archipel de 85 îlots dont 6 sont habités, qui composent le parc national de Mu Ko Ang Thong (les îles du bol d'or).
L'île de Ko Pha Ngan, également très touristique et célèbre pour sa Full Moon Party, se trouve à quelque 15 kilomètres plus au nord ; et l'île de Ko Tao, très connue comme spot de plongée sous-marine, est à 60 km au nord.
Ko Samui a une forme massive de (25 km sur 21 km), plutôt circulaire. Son centre, qui culmine à 635 mètres, est couvert d'une hostile jungle de montagne. Les plaines sont essentiellement reliées par une route de 51 km qui suit principalement la côte (entièrement pavée en 1982 puis terminée en 1999) et il existe aussi une route peu fréquentée qui traverse la jungle de Lamai à Maenam.
La ville principale est Nathon, un port de pêche et de transport entre les différentes îles, situé sur la côte sud-ouest de Samui. C'est également le siège de l'administration locale, et le cœur économique de l'île.
Le nom de chacune des plages principales de l'île est désormais liée à une ville propre, à cause de l'implantation de nombreux hôtels, restaurants et boîtes de nuit ces dernières décennies.

## Histoire
Surnommée la « perle de la mer de Chine », l'île n'a connu qu'un développement assez tardif. Elle était probablement inhabitée jusqu'au VIe siècle puis colonisée par des pêcheurs de Malaisie et du sud de la Chine. Elle apparaît sur des cartes chinoises de 1687 sous le nom de Pulo Cornam. Le nom actuel de Samui reste mystérieux. Il provient peut-être du nom d'un des arbres locaux, mui, ou du mot chinois saboei, qui signifie "port sûr". Ko est le mot thaï เกาะ signifiant "île". Jusqu'à la fin du XXe siècle, Ko Samui était une communauté de pêcheurs, autosuffisante et isolée, qui n'établissait que peu de contacts avec la Thaïlande. Elle ne possédait que des routes en terre jusqu'à la fin des années 1980 et l'arrivée des premiers touristes, et la traversée des 15 km de l'île demandait une journée de marche à travers la jungle des montagnes.

## Administration

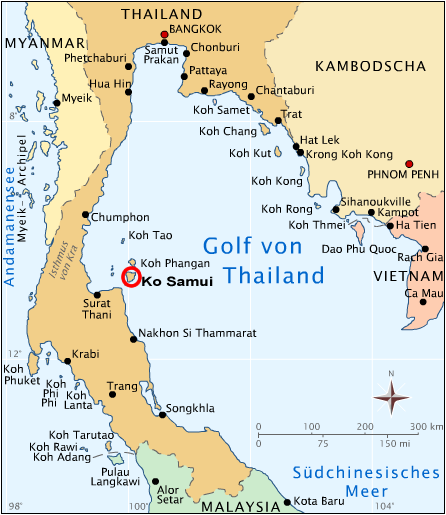

Ko Samui est un district (amphoe) de la province de Surat Thani, subdivisé en sept sous-districts (tambon). L'île entière est une municipalité (thesaban mueang). Le district couvre toute l'île ainsi que l'archipel Ang Thong à l'ouest (parc national de Mu Ko Ang Thong) et quelques îles aux alentours.
| 1. Ang Thong 2. Lipa Noi 3. Taling Ngam 4. Na Mueang 5. Maret 6. Bo Phut 7. Mae Nam | Carte des Tambon. |

## Économie
L'activité traditionnelle est la pêche ainsi que l'exploitation du caoutchouc et des quelque 4 millions de cocotiers qui produisent le coprah ; mais la culture des cocotiers est en déclin : le prix de la noix de coco a chuté en 50 ans de 5 bahts à 1 baht la pièce (de 10 centimes d'euro à 2 centimes d'euro) et, en 2004-2005, une invasion d'insectes coléoptères hispines du cocotier a ravagé les plantations de cocotiers,...
L'industrie du tourisme est désormais son activité économique principale. Ses magnifiques plages ont attiré un flot de touristes dès les années 1970, initialement de style hippies, quand les liaisons avec le continent étaient difficiles.
La construction de son propre aéroport international a permis dans les années 1990 de relier l'île au reste de l'Asie par des vols quotidiens vers Bangkok,, Hong Kong ou Singapour. Mais la croissance et la prospérité économique de l'île bouleversèrent la culture et l'environnement de Ko Samui, et furent source de conflit entre les autochtones et les immigrés du reste de la Thaïlande et des pays étrangers. D'autre part, l'arrivée massive de nouveaux touristes provoqua une inflation du prix des terrains et un début de construction sur les sites naturels. Preuve de l'émergence de Samui sur la liste des destinations touristiques d'envergure, le Queen Victoria (paquebot de plus de 2000 passagers), fit escale sur l'île lors de son tour du monde de 2008.
La construction d'un accès stable au haut débit ces dernières années a également fait de l'île un site d'implantation potentiel pour les entreprises informatiques, qui tendent à diversifier l'économie locale. De plus, son climat et son accessibilité la rendent particulièrement attractive pour les investisseurs étrangers.

### Transports

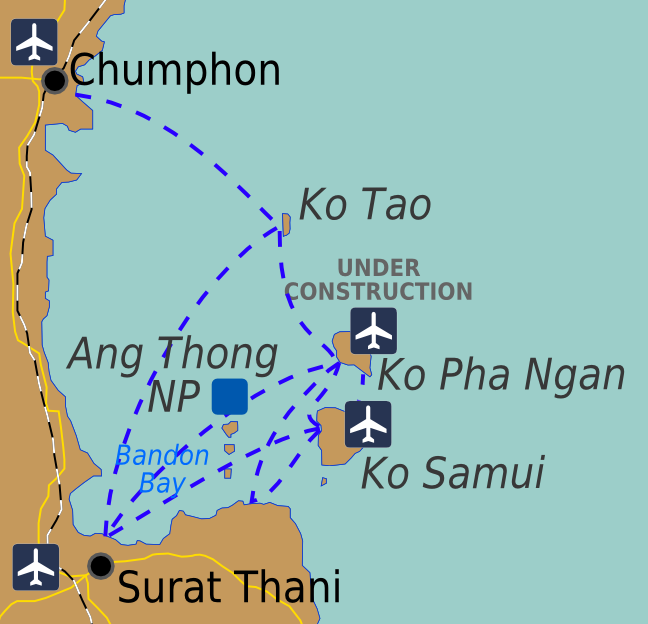
Ferrys et aéroports pour joindre l'archipel de Ko Samui.

Plusieurs ferrys relient Samui au continent. Des bus publics desservent l'île. Les songthaew (bus-camionnettes proches des tuk-tuk) circulent sur la route côtière, et des taxis privés sont disponibles à travers l'île bien que ceux-ci soient critiqués pour leur manque de fiabilité (compteurs kilométriques et surcharge).
L'aéroport international de Ko Samui (USM) est un aéroport privé à l'origine construit par Bangkok Airways, qui est toujours l'opérateur principal et qui fut pendant longtemps le seul à proposer des liaisons avec le continent. L'aéroport est également desservi par la Thai Airways International. Il ne dispose pas de bâtiments réels à disposition des passagers, hormis les boutiques de souvenirs. Il possède deux terminaux : l'un pour les vols intérieurs, l'autre pour les trajets internationaux.
L'aéroport est situé près de l'embarcadère du Big Bouddha d'où les ferries partent vers Ko Pha Ngan. Des ferries rapides pour Koh Tao et Chumphon partent de l'embarcadère de Maenam, à 6 km environ au nord-ouest de l'aéroport.
| Statistiques de l'aéroport international de Ko Samui |        |                       |                     |                  |
| Année                                                | Vols   | Passagers à l'arrivée | Passagers au départ | Passagers totaux |
| ---------------------------------------------------- | ------ | --------------------- | ------------------- | ---------------- |
| 2005                                                 | 15 818 | 584 023               | 621 313             | 1 205 336        |
| 2006                                                 | 18 762 | 689 063               | 711 196             | 1 400 259        |
| 2007                                                 | 15 783 | 577 600               | 611 554             | 1 189 154        |
| 2008                                                 | 17 707 | 673 851               | 691 283             | 1 365 439        |
| Source : Thailand's Department of Civil Aviation     |        |                       |                     |                  |

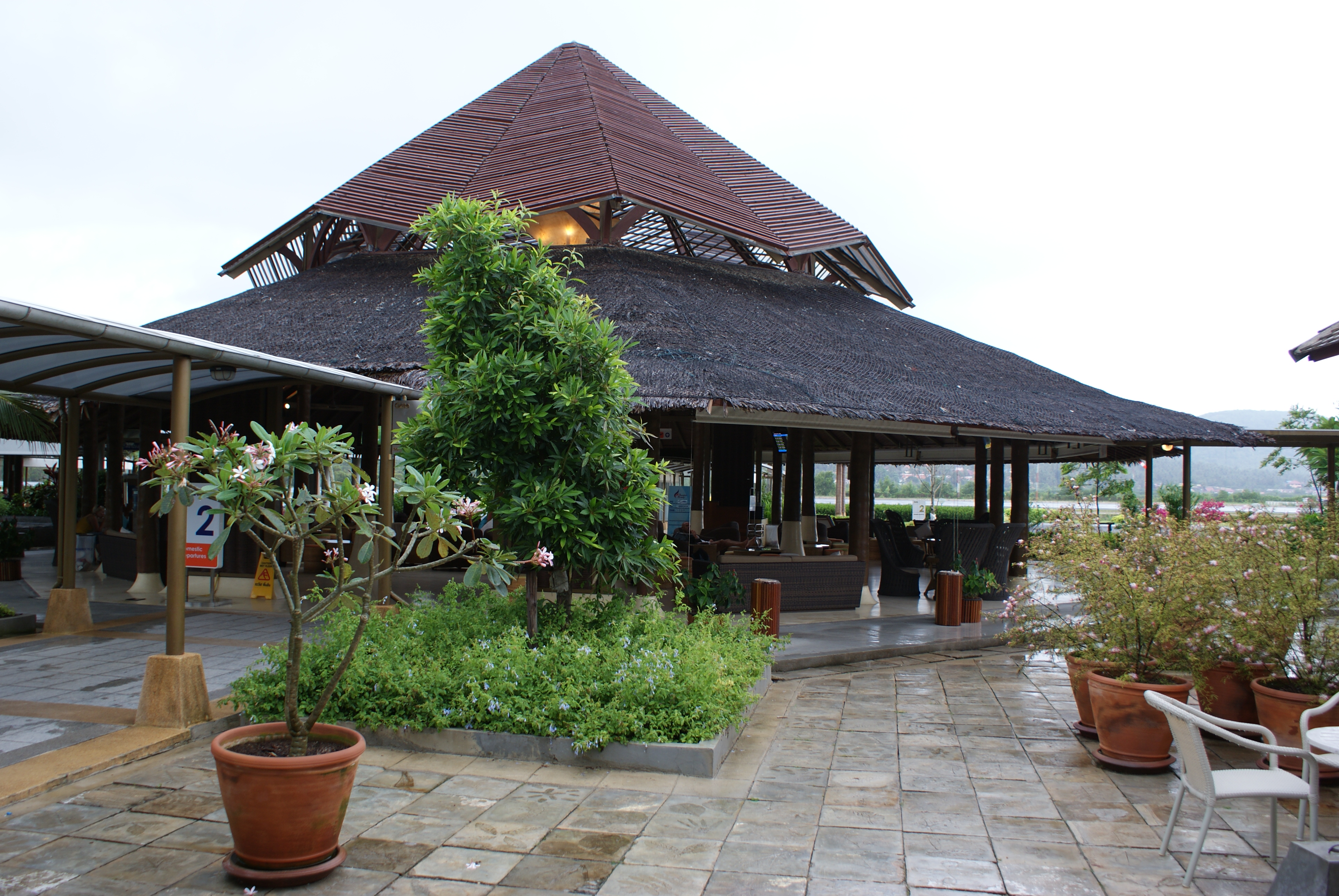
Embarquement de l'aéroport.
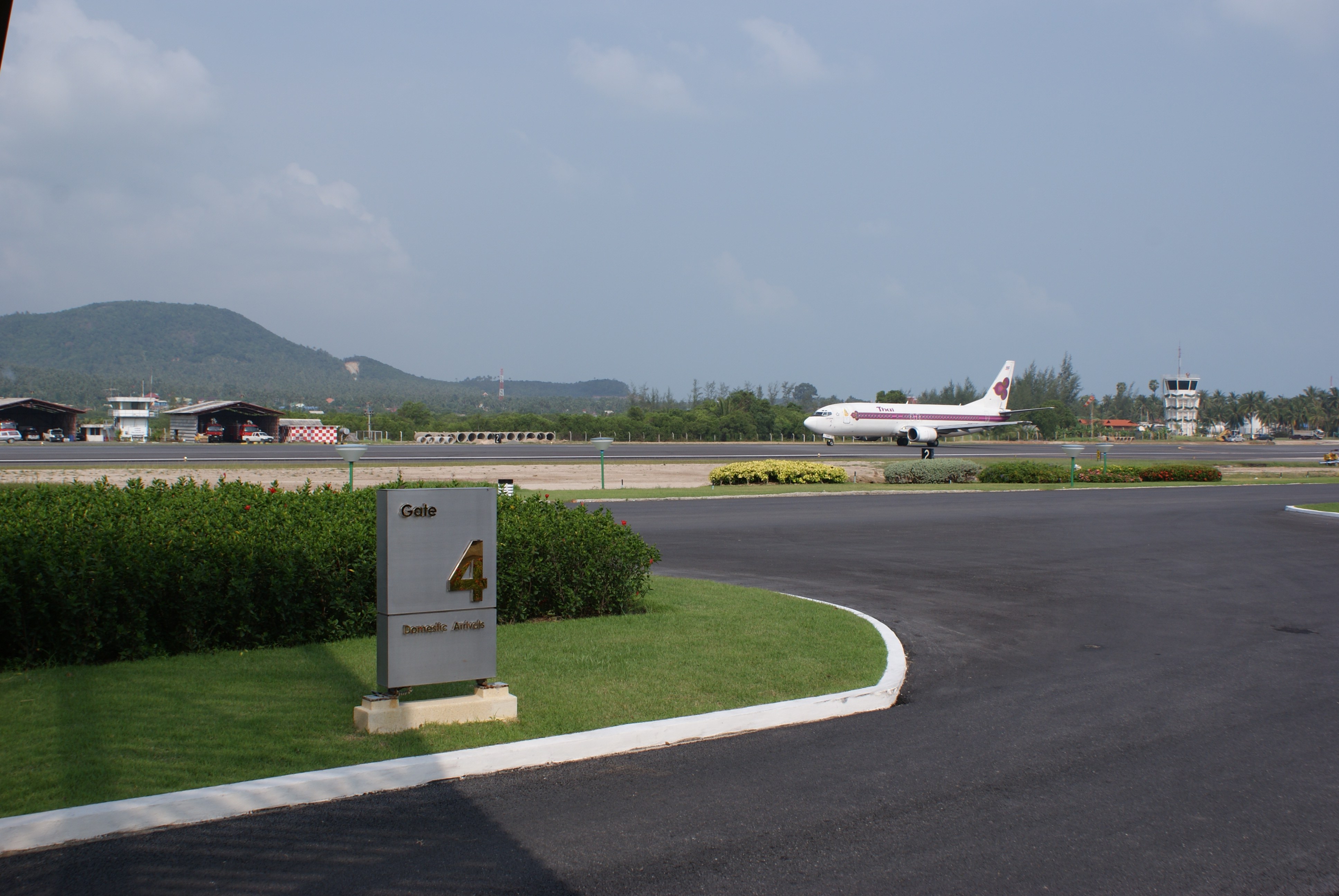
Piste de l'aéroport.
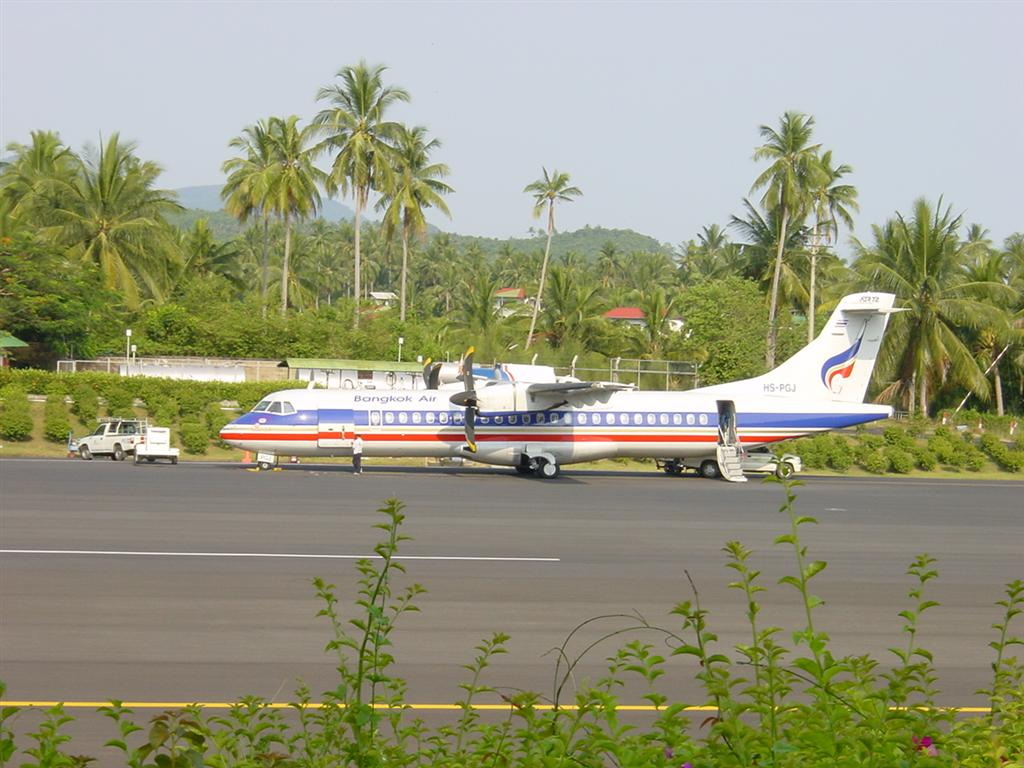
Avion sur la piste.
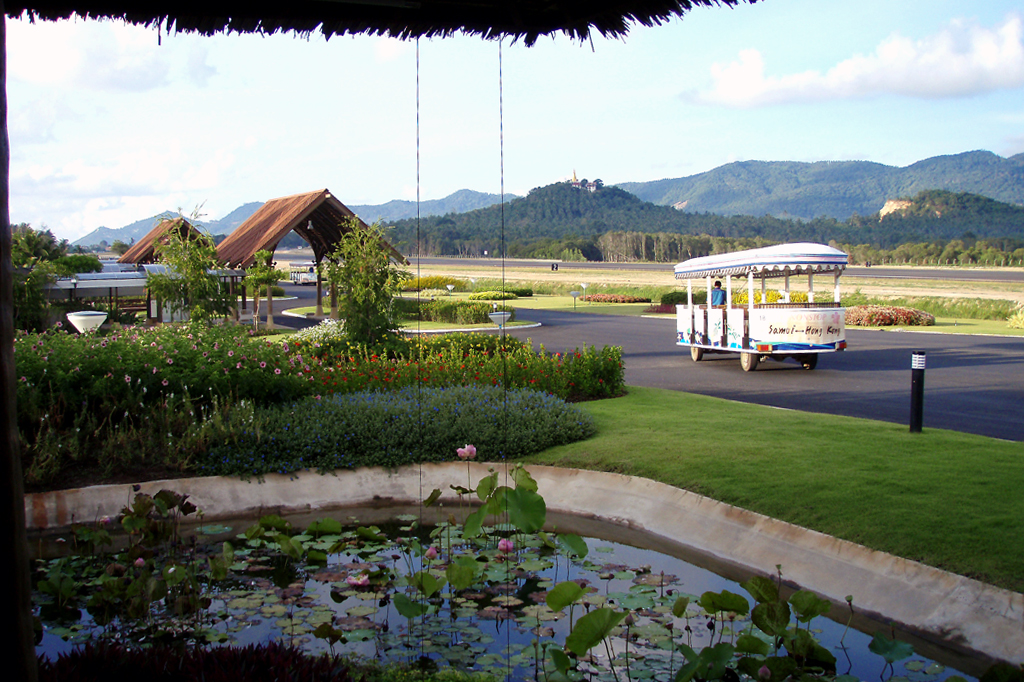
Vue générale.

#### Accidents
- le 21 novembre 1990, un Bombardier Dash 8 (DHC-8-103) de la Bangkok Airways s'écrase en essayant d'atterrir sous une pluie battante et des vents puissants. Les 38 passagers à bord ont tous péri[18] ;
- le 23 juin 2000, le célèbre footballeur slovaque Peter Dubovský est décédé à 28 ans lors d'un accident de plongée dans cette région ;
- le 4 août 2009, le vol 622 de la Bangkok Airways, effectué par un ATR-72 entre Krabi et Ko Samui a dérapé hors de la piste, tuant l'un des pilotes[19],[20] ;
- décembre 2024, l'actrice russe Kamilla Beliatskaïa 24 ans est retrouvée noyée sur une plage, le jour d'après avoir été emportée par une vague causée par la mousson[21].

### Hôpitaux
L'hôpital public se situe à Nathon.

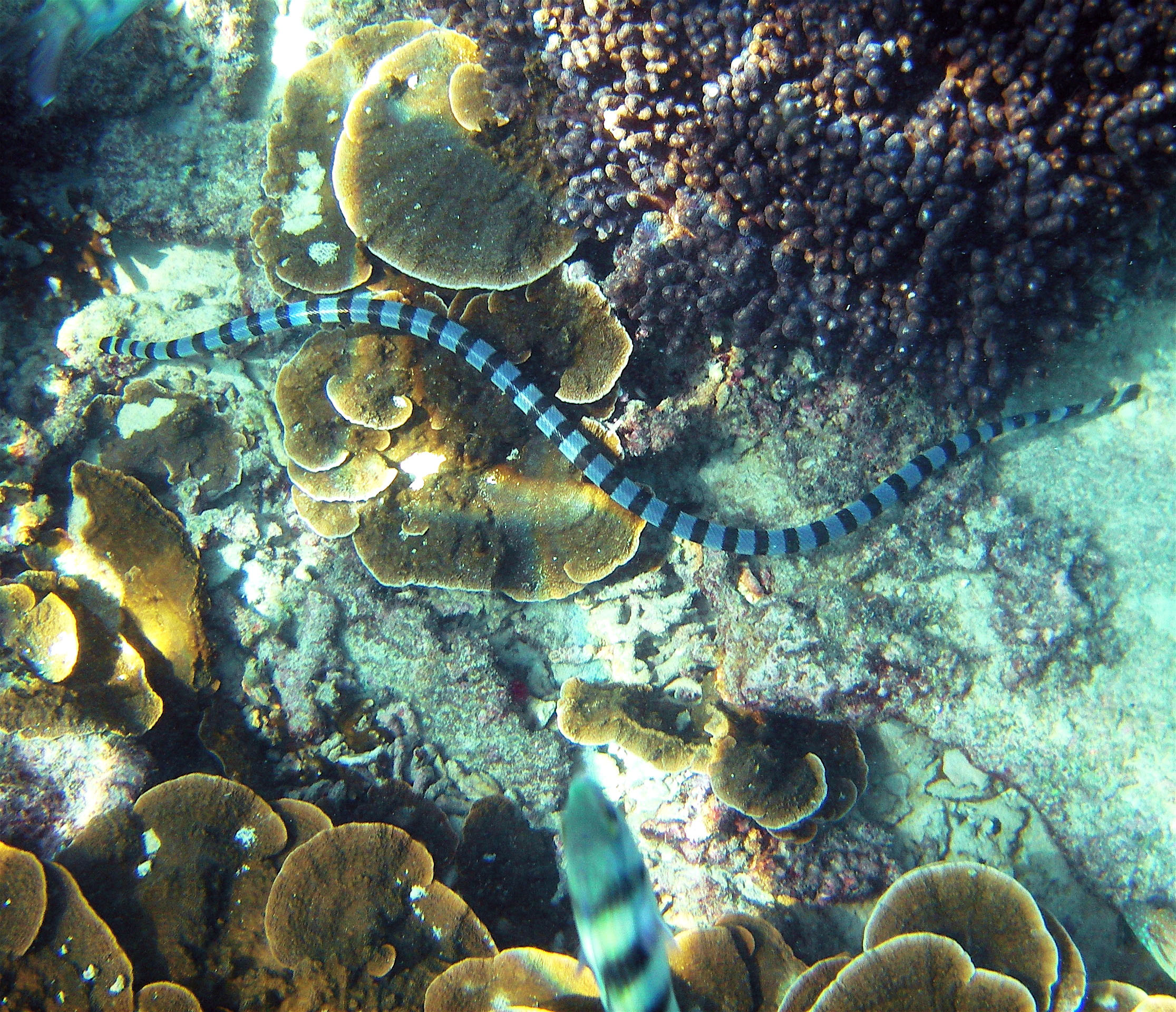
Tricots rayés bleus chassant dans les coraux de Ko Samui. Ce serpent marin ne manifeste aucune agressivité ni réaction défensive et il est extrêmement rare qu'il morde ; cependant, en cas d'une très improbable morsure, il faut immédiatement aller à l'hôpital car elle peut être mortelle.

Il y a aussi quatre hôpitaux privés internationaux à Samui :
- Samui International Hospital sur la Beach Road au nord de Chaweng
- Thai International sur la Lake Road à Chaweng
- Bandon Hospital sur la route côtière
- Bangkok Samui Hospital à Chaweng Noi

Les cliniques et pharmacies sont de plus nombreuses, surtout à Chaweng.

## Climat
Située dans la province de Surat Thani, Samui a essentiellement deux saisons : chaude tropicale l'essentiel de l'année, avec une brève saison des pluies. Contrairement à Phuket et la majeure partie du sud de la Thaïlande, qui a une saison humide de six mois entre mai et novembre, le climat de l'île est relativement sec durant l'année, avec une saison des pluies en novembre. Le reste de l'année, les averses durent peu de temps.
| Mois                              | jan.  | fév. | mars | avril | mai   | juin  | jui.  | août  | sep.  | oct.  | nov.  | déc.  | année   |
| --------------------------------- | ----- | ---- | ---- | ----- | ----- | ----- | ----- | ----- | ----- | ----- | ----- | ----- | ------- |
| Température minimale moyenne (°C) | 24,1  | 25   | 25,6 | 26,1  | 25,8  | 25,5  | 25,1  | 25,1  | 24,8  | 24,4  | 24,1  | 23,9  | 23,9    |
| Température maximale moyenne (°C) | 29    | 29,5 | 30,7 | 32,1  | 32,6  | 32,2  | 32    | 31,9  | 31,6  | 30,5  | 29,5  | 29,1  | 32,6    |
| Précipitations (mm)               | 137,8 | 57,8 | 77,8 | 76,6  | 146,5 | 112,7 | 122,8 | 118,7 | 116,8 | 290,2 | 489,6 | 209,1 | 1 956,4 |

## Culture

### Mode de vie
Bien que l'île se situe au sud de la Thaïlande, où l'islam a la plus forte influence, les autochtones, appelés « Chao Samui », sont surtout bouddhistes. Autrefois, la plupart d'entre eux vivaient de la récolte de la noix de coco. Désormais la plupart des emplois sont liés au tourisme.
De nombreux habitants ont profité de l'essor touristique de l'île pour vendre des terres qu'ils possédaient depuis des décennies. En conséquence du développement économique de Samui, beaucoup de sinothaïs sont venus à Samui depuis Bangkok. La plupart des ouvriers nécessaires à la croissance de l'île proviennent de la région la plus pauvre du nord-est de la Thaïlande.
Le sud de la Thaïlande est un melting pot de bouddhistes, sinothaïs, musulmans... Mais Ko Samui ne semble pas souffrir de tensions religieuses entre les communautés qui dans l'ensemble cohabitent pacifiquement. Hors des zones touristiques, la langue thaïe (dialecte du Sud) est largement parlée.
Ko Samui est une destination populaire pour les personnes âgées et de nombreux retraités y vivent, en raison probablement du climat, des paysages et de la qualité de vie de l'île.

### Évènements et festivals
- Un triathlon est organisé tous les ans au mois d'avril.
- Le Festival de Combats de Taureaux est l'un des festivals les plus célèbres de l'île, organisé lors d'occasions spéciales comme les fêtes de fin d'année ou Songkran. La saison diffère en fonction de coutumes anciennes et de cérémonies. Le taureau est richement orné. Avant le combat qui dure deux rounds, les moines l'aspergent d'eau bénite. Traditionnellement, le propriétaire du vainqueur remporte une somme d'argent[24].
- Le Festival du Village de Pêcheurs est un festival de cinq jours autour de la musique, des festivités et de la nourriture locale. La musique est jouée par des artistes célèbres et des tentes vendent des spécialités des hôtels voisins à des prix abordables.
- La Régate de Samui est organisée tous les ans depuis 2002. Elle est connue à l'international et les compétiteurs viennent autant de la Thaïlande que de l'Australie, de Singapour, du Japon ou de Chine.

### Cuisine locale

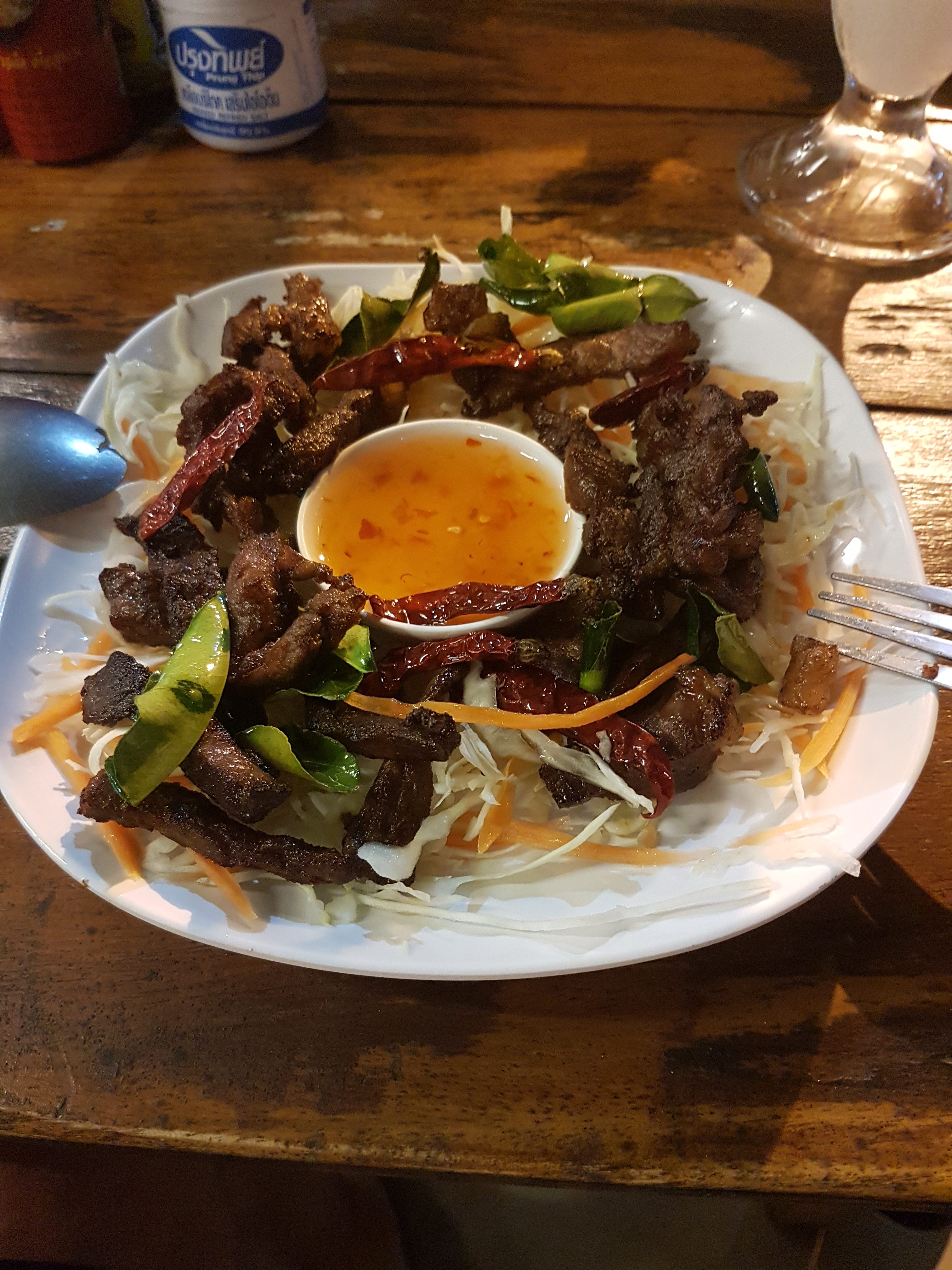
Cuisine locale.

En général, la nourriture du sud de la Thaïlande est connue pour sa teneur en piment. L'essentiel de la cuisine locale provient des cuisines malaise, indonésienne et indienne. Les plats favoris incluent un curry indien (Massaman curry), des nouilles de riz dans une sauce de poisson au curry (khanom jeen) et du poulet biryani.
Comme dans le reste de la province de Surat Thani, les plats locaux sont les œufs saumurés et le rambutan.

## Sites touristiques
L'île de Koh Samui est très touristique, si beaucoup y viennent pour trouver des plages de sable blanc, d'autres y viennent aussi car elle dispose d'une offre conséquente d'activités et de visites :
- Big Bouddha (Wat Phra Yai) : une statue de Bouddha assis, couverte d'or. Elle mesure 12 mètres de haut. Ce temple se trouve au nord de l'ile.
- Le Wat Plai Laem est l’un des sites cultuels à ne pas manquer sur Koh Samui. Il s’agit d’un ensemble de bâtiments situé autour d’un très grand lac. On peut y voir de grandes statues inspirées des traditions chinoises et thaïlandaises.

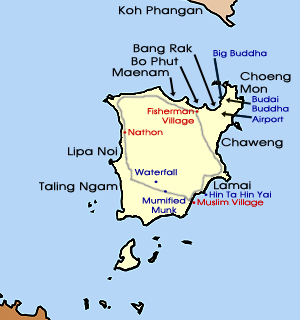
Carte de Ko Samui.

- Lamai est la deuxième plage la plus fréquentée de Koh Samui, les plages étant plus sauvages et plus calmes que Chaweng, idéal pour plus de tranquillité.
- Green Mango est le soi de Chaweng bordé de nombreux bars s'animant à la tombée de la nuit.
- Chaweng : la plage la plus populaire de Koh Samui est une grande plage de sable blanc de plus de 7 km de long, elle est aussi la plage la plus jolie de l'île du fait du peu de profondeur de l'eau. Chaweng est bordée d'hôtels donnant directement sur la plage, de boutiques, échoppes et restaurants.
- Les rochers de Grand-père et de Grand-mère (Hin Ta et Hin Yai) : des rochers en forme d'organes génitaux masculin et féminin.

## Galerie

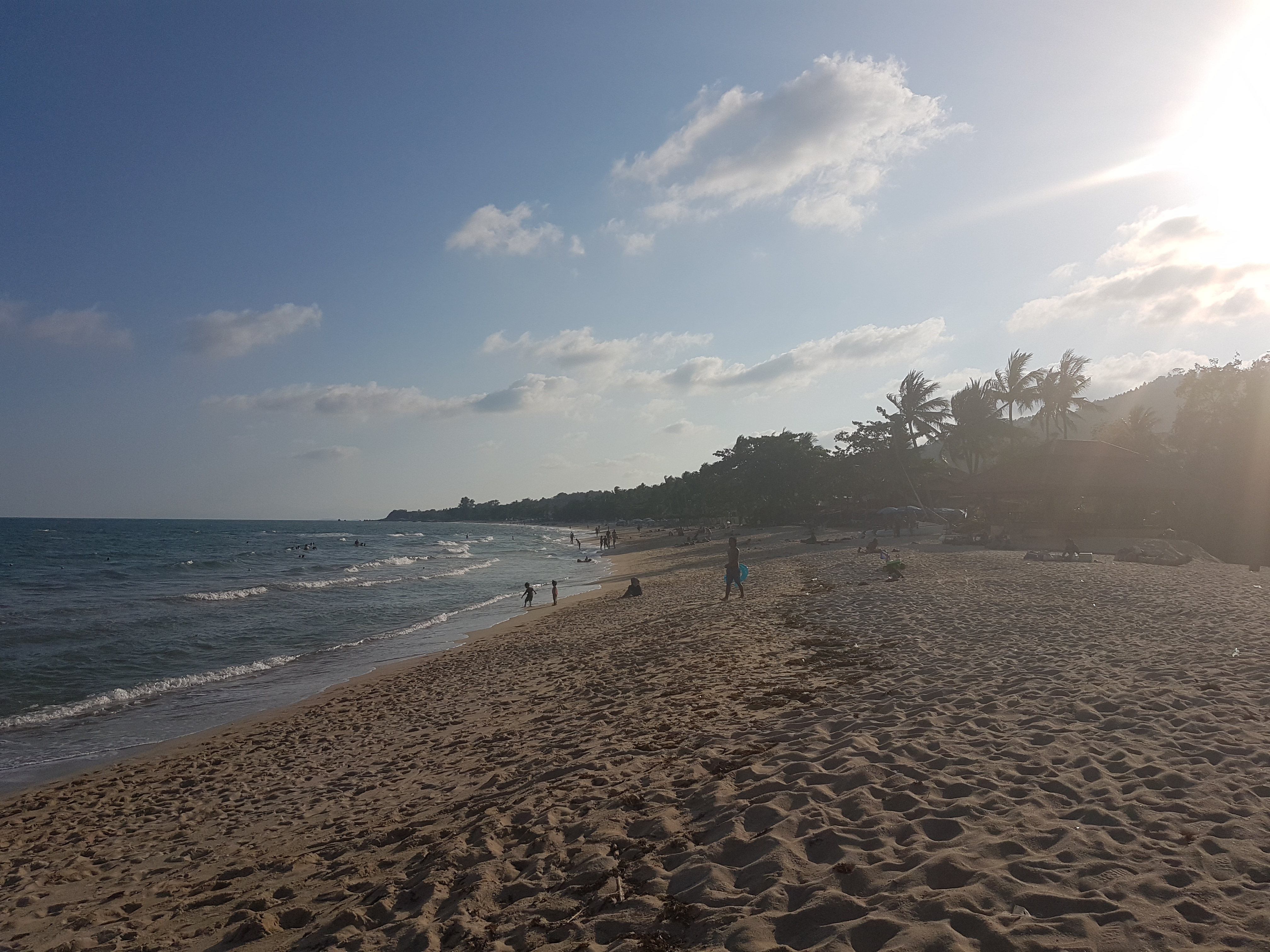
Lamai beach
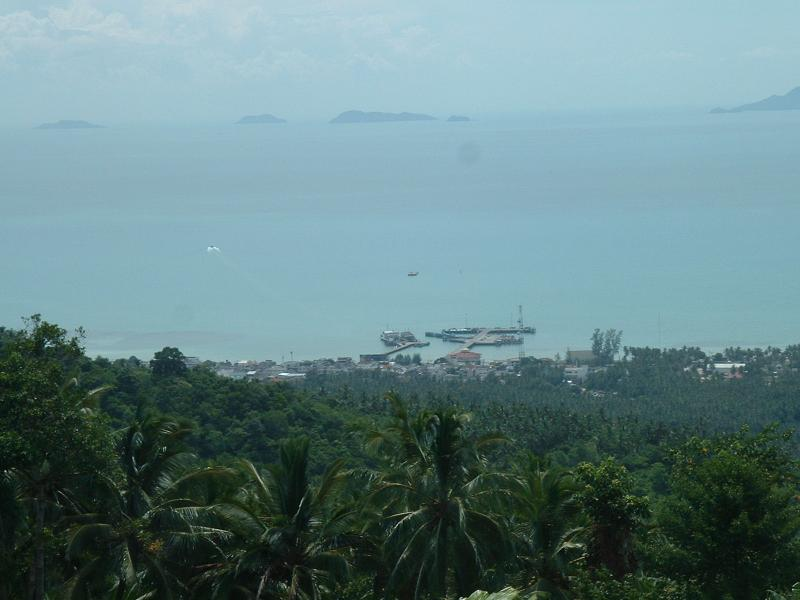
Na Thon, vue de la jungle
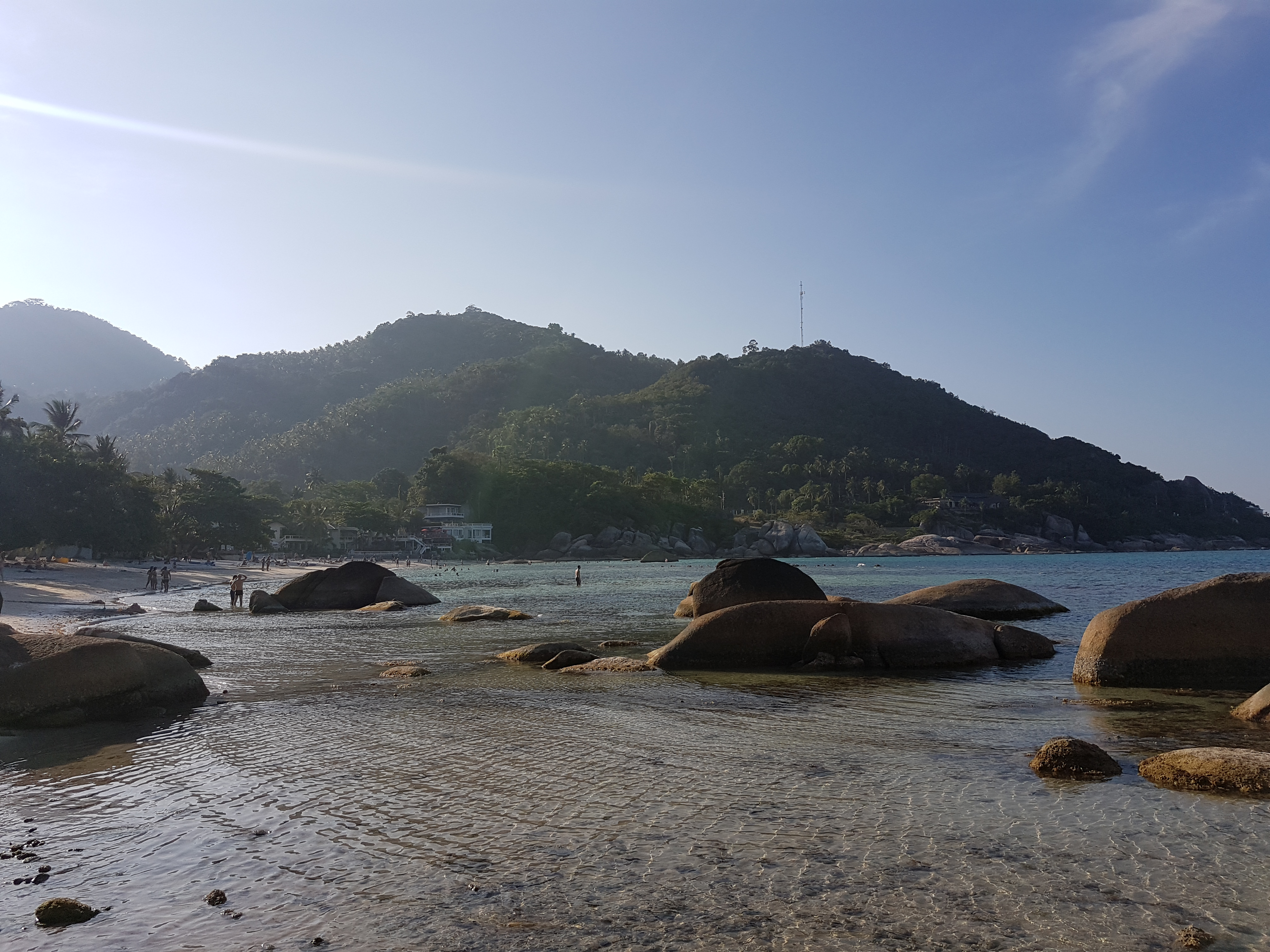
Silver Beach
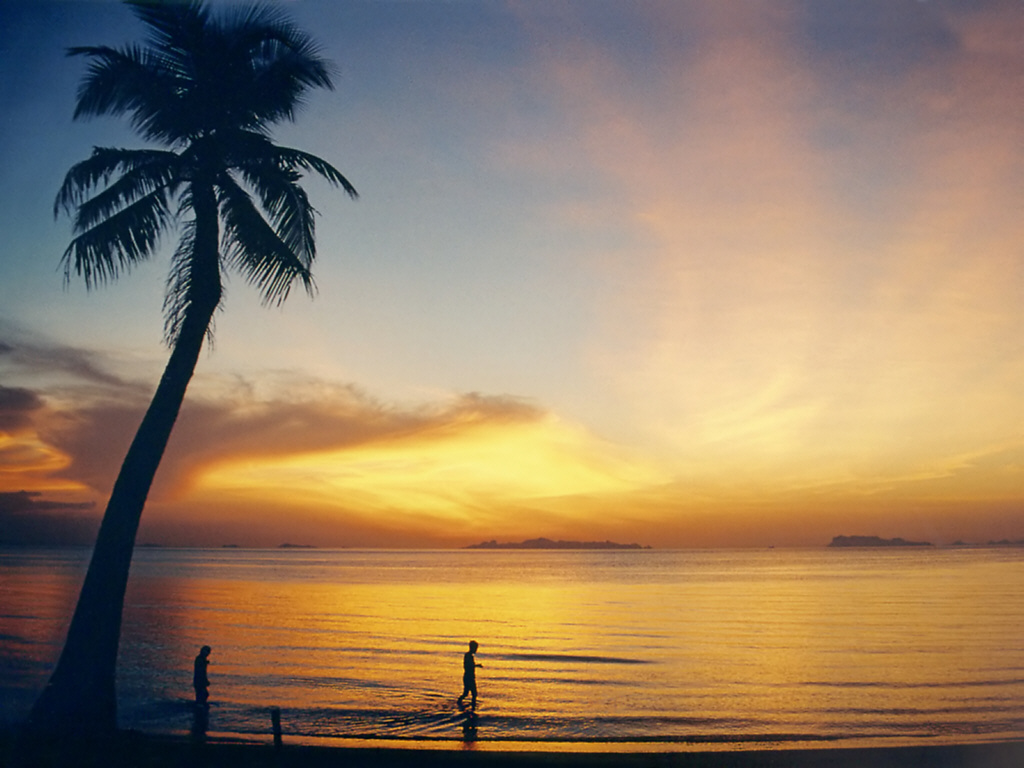
Plage de Lipa Noi
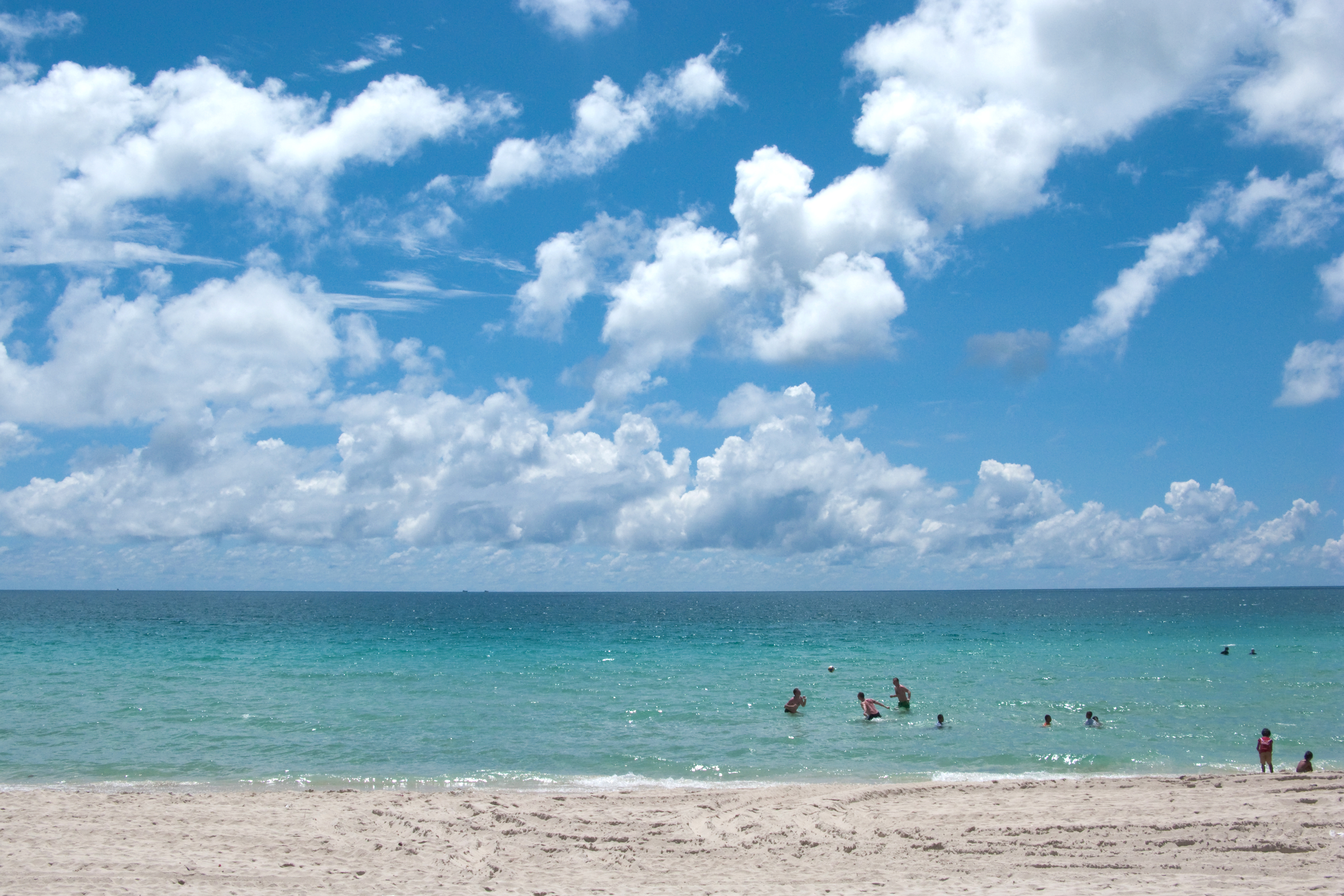
Plage et ciel bleu
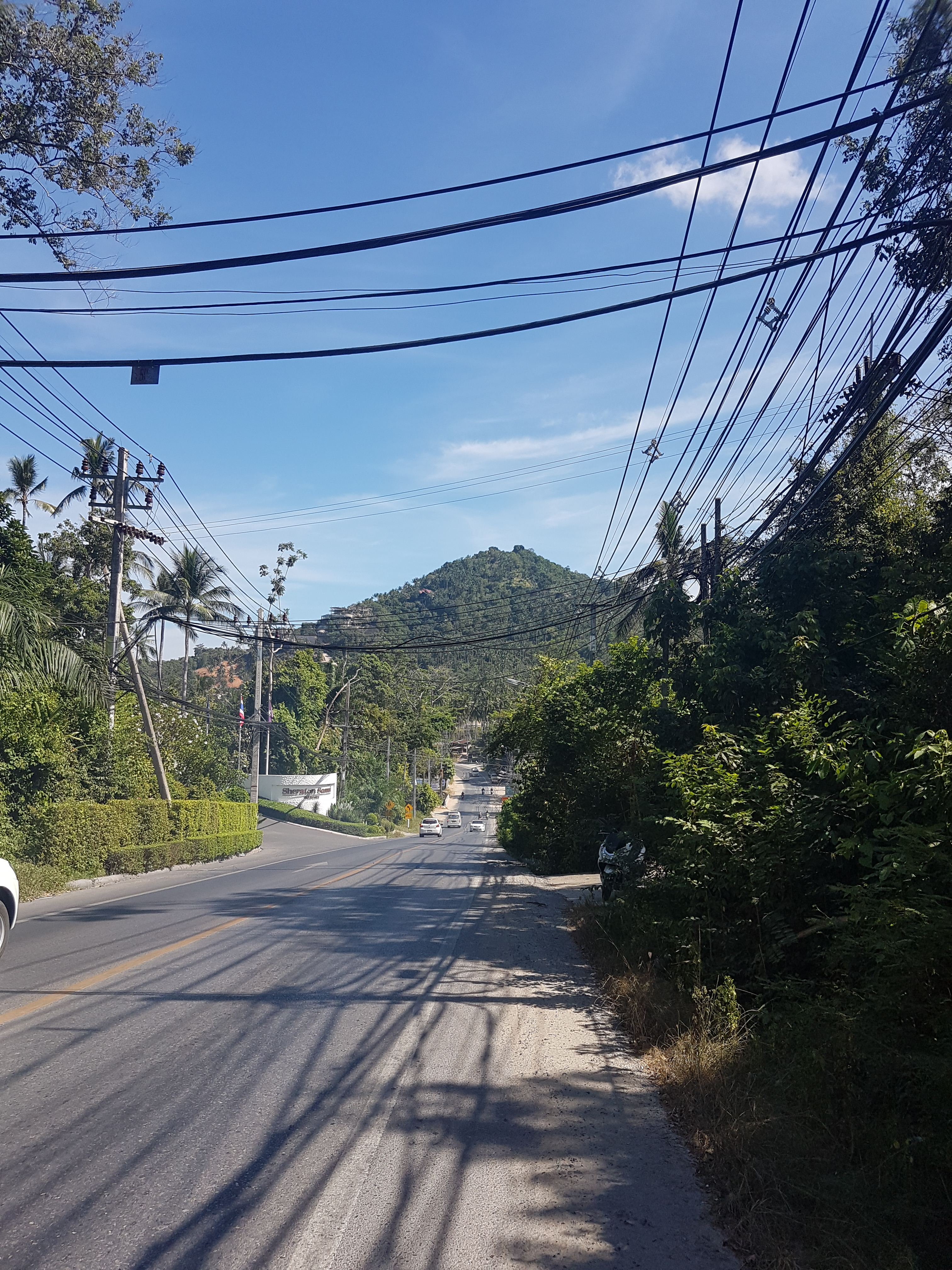
Route 4169, Koh Samui
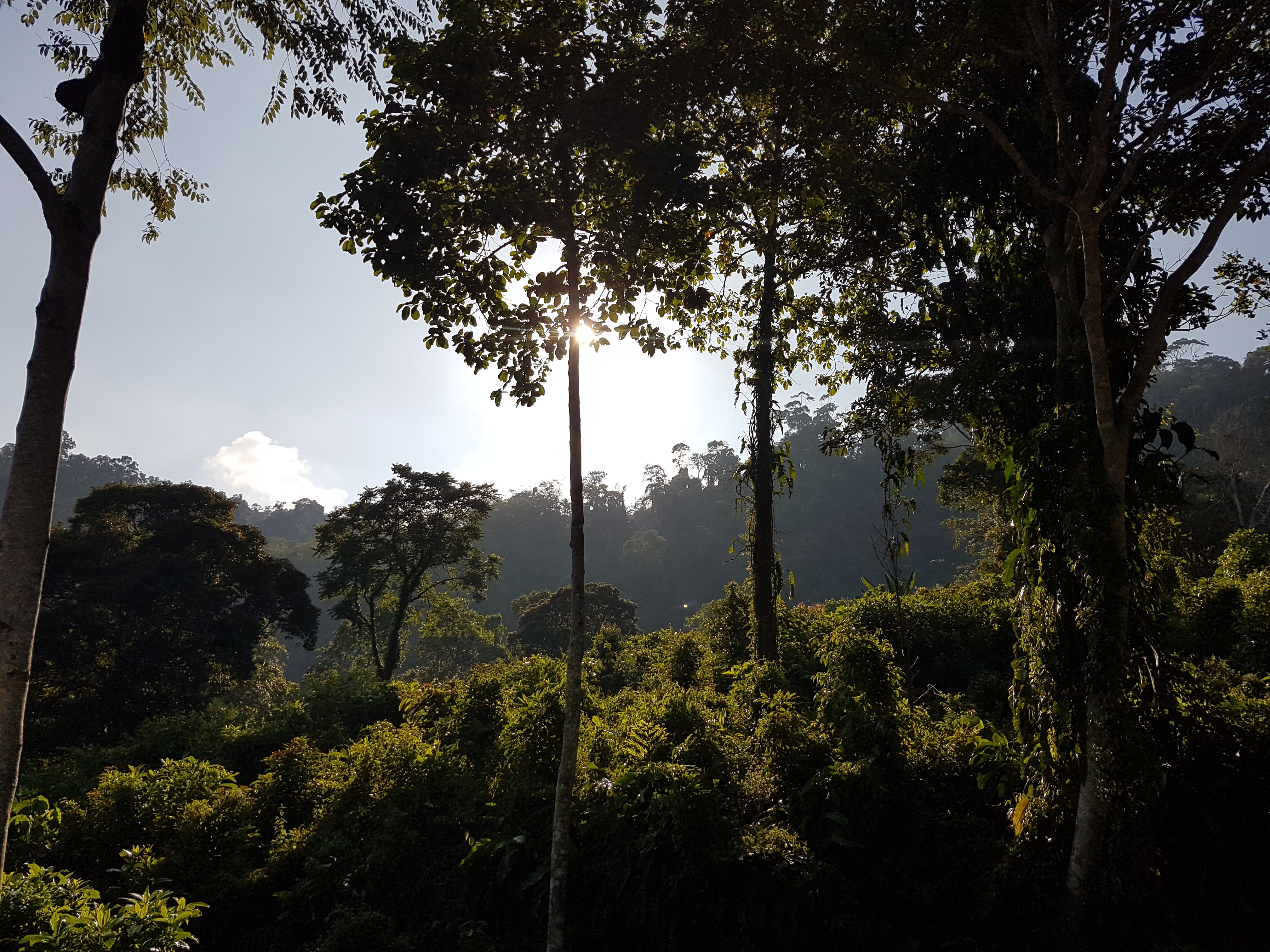
Centre de l'île
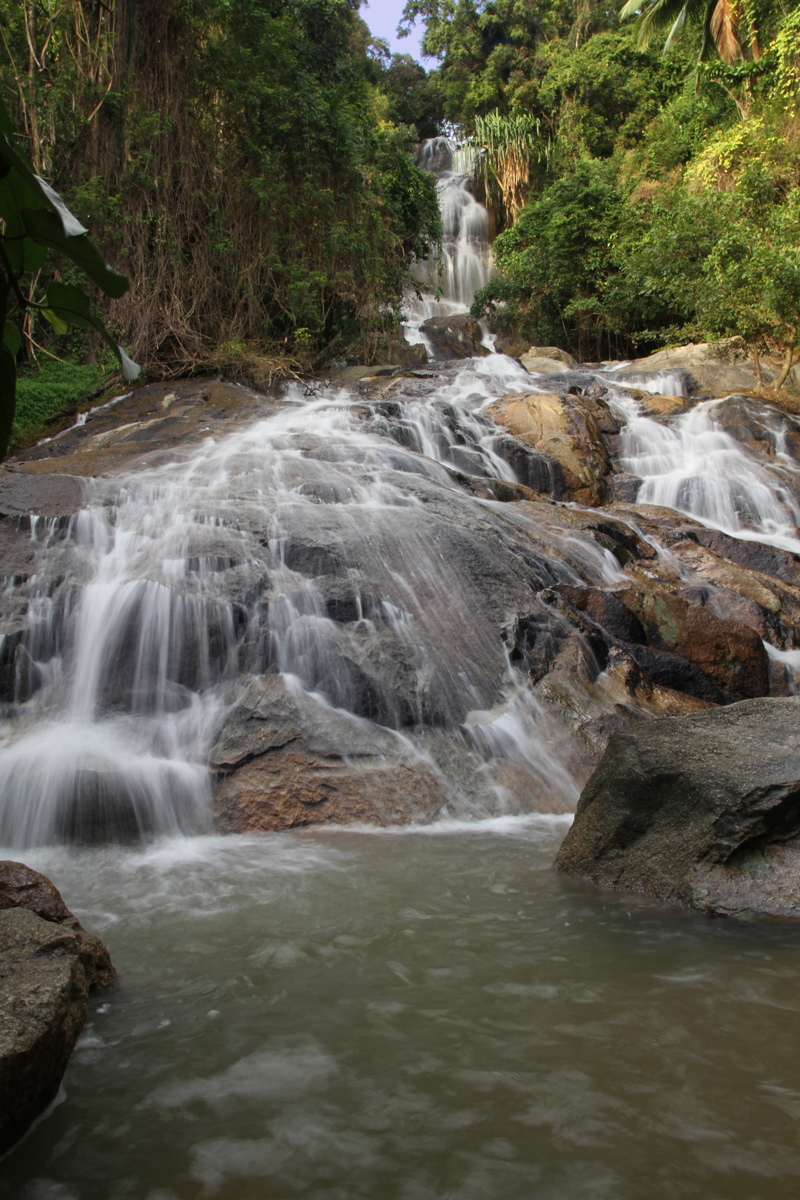
Cascades
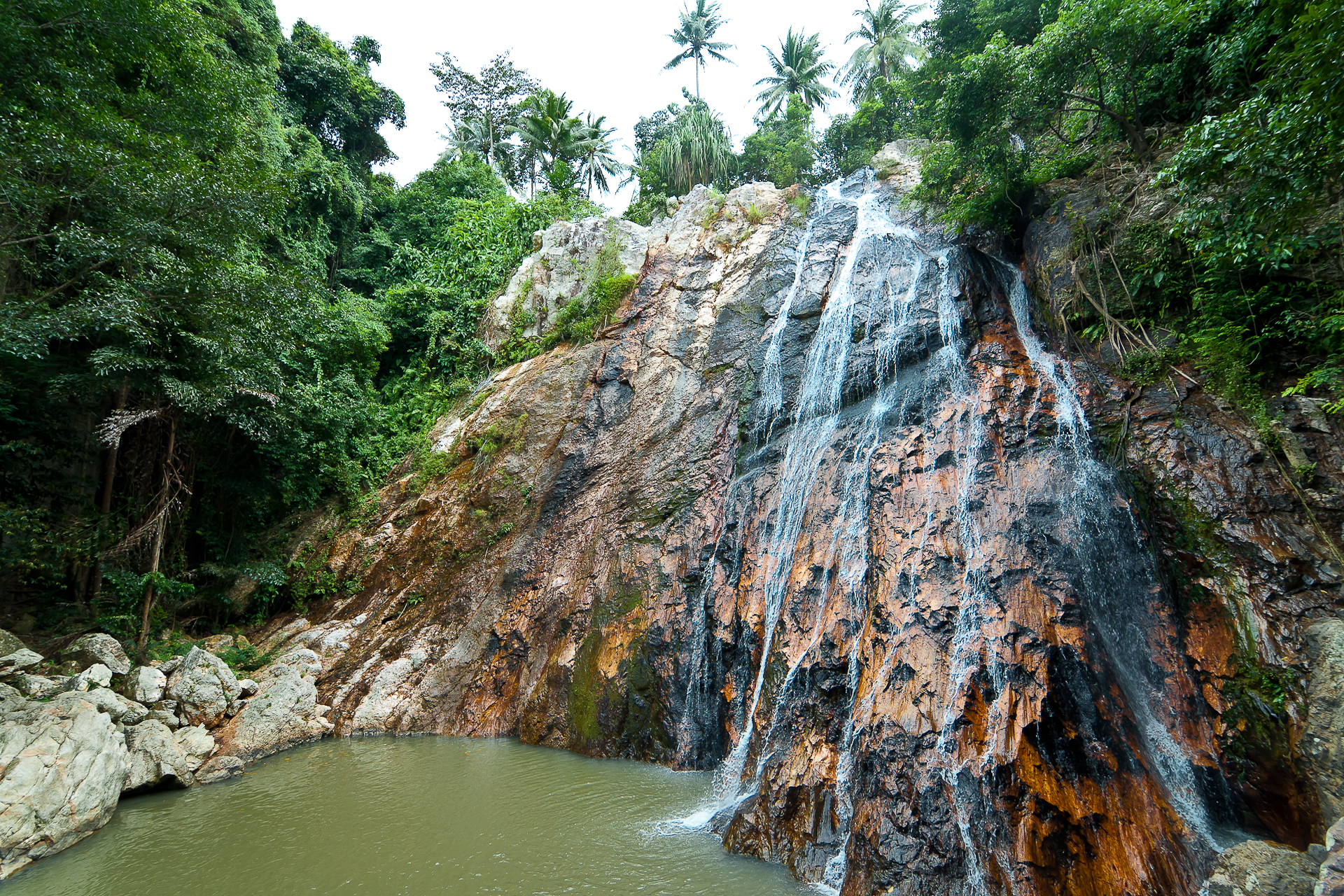
Cascade de Namuang
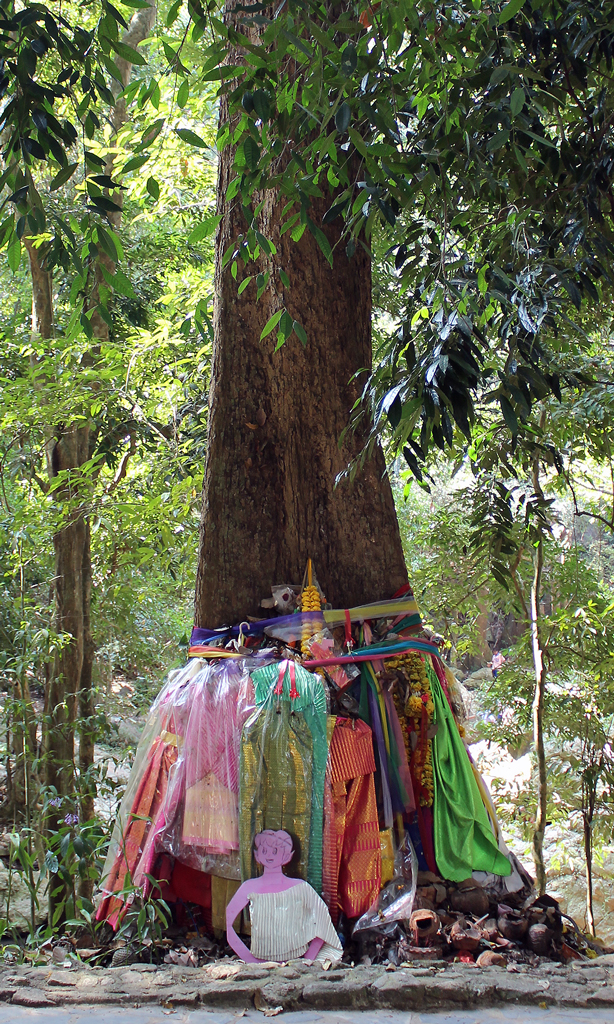
Arbre abritant une Nang Mai
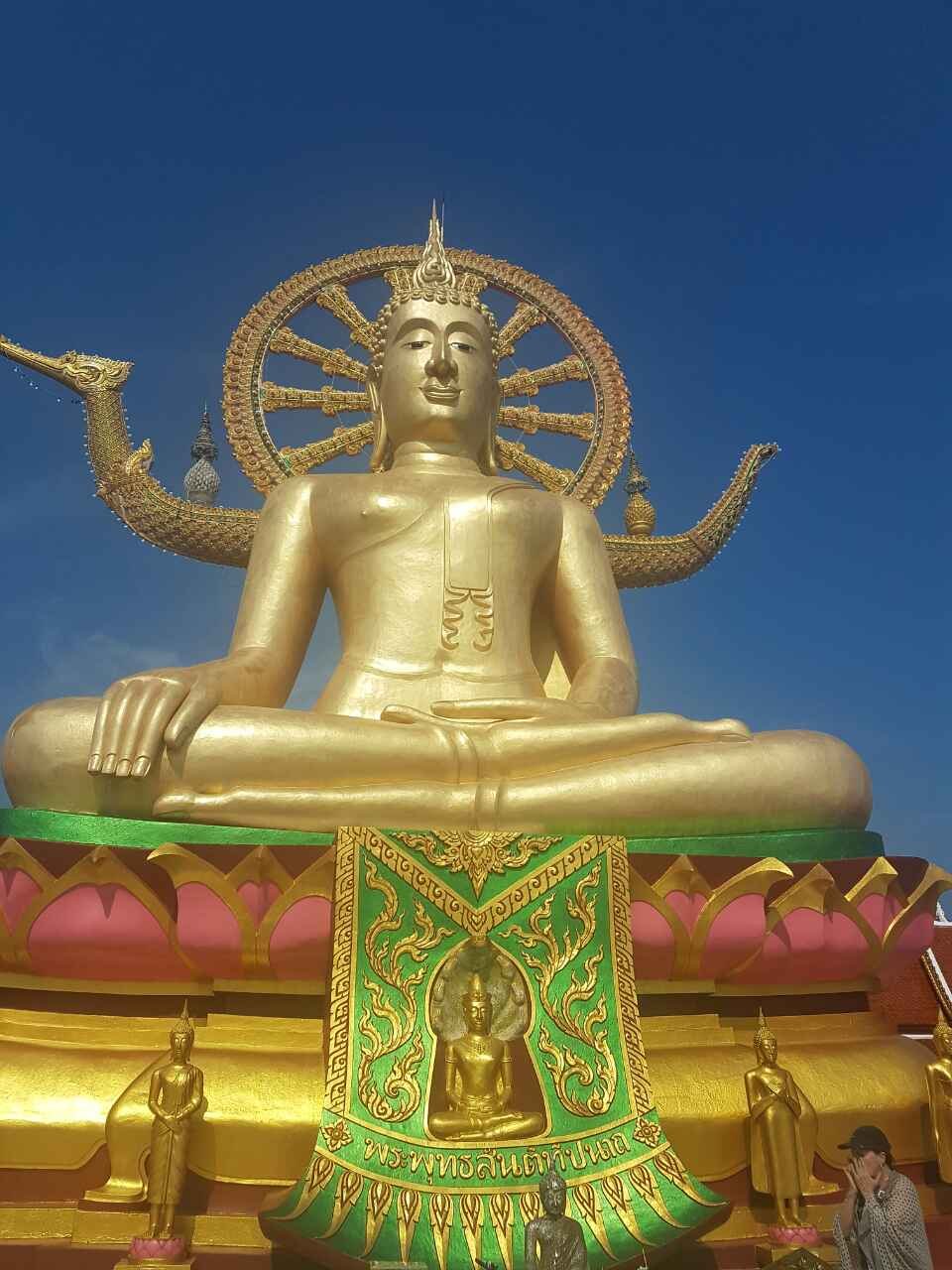
Big Buddha
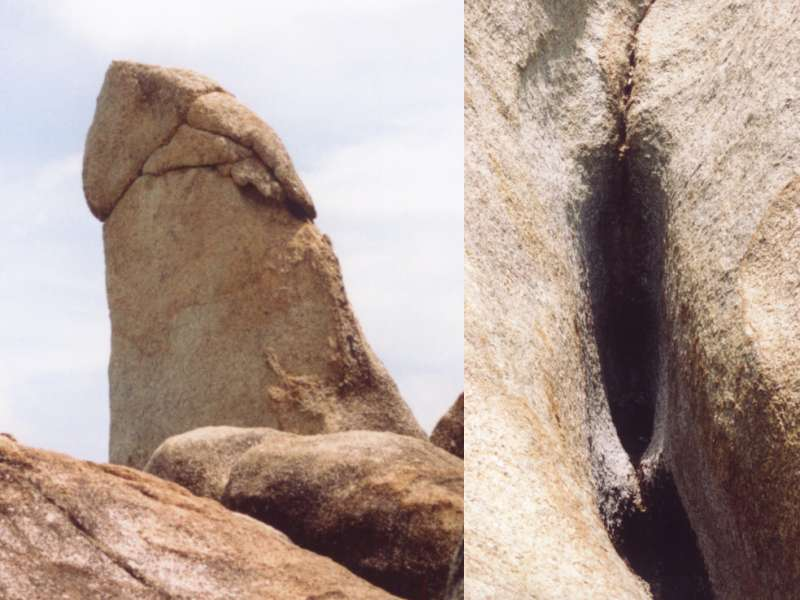
Rochers Hin Ta et Hin Yai

## Jumelages
La municipalité de Ko Samui est jumelée avec la ville française d'Embrun (Hautes-Alpes) depuis 2011.